# Kamma Flæng
Kamma Bodil Thaarsti Flæng (* 30. März 1976 in Randers) ist eine ehemalige dänische Fußballspielerin. Im Alter von 48 Jahren kehrte sie in den Fußballsport zurück – als Cheftrainerin der auf der Halbinsel Djursland in der Kommune Midtdjurs beheimateten Frauenfußballmannschaft der Idrætsforening Midtdjurs.

## Karriere

### Vereine
Flæng begann für den in Haslund – einem Vorort von Randers, in der Kommune Randers in der Region Midtjylland – ansässigen Vorup Frederiksberg Boldklub mit dem Fußballspielen. Dem Jugendalter entwachsen, spielte sie 1995 in Aarhus für den Hjortshøj-Egga Idrætsforening Aarhus in der Elitedivision, der seinerzeit höchsten Spielklasse im dänischen Frauenfußball. Nach Haslund zurückgekehrt, war sie für die erste Mannschaft ab dem 1. Januar 1996 aktiv.

### Nationalmannschaft
Flæng debütierte als Nationalspielerin für die DBU in der U17-Nationalmannschaft, für die sie in zwei Jahren elf Länderspiele bestritt und fünf Tore erzielte. Ihr erstes Länderspiel bestritt sie am 9. Juni 1991 in Ås in der gleichnamigen Kommune beim 1:1-Unentschieden im Freundschaftsspiel gegen die U17-Nationalmannschaft Norwegens. Die restlichen zehn Länderspiele bestritt sie 1991 und 1992 in den Turnieren um den Nordic-Cup. Im zweiten Turnierspiel am 2. Juli 1991 in Orimattila gelang ihr mit dem 1:0-Siegtreffer gegen die U17-Nationalmannschaft Finnlands ihr erstes Länderspieltor.
Im Spieljahr 1994 bestritt sie sieben Länderspiele für die U21-Nationalmannschaft, beginnend mit der 1:4-Niederlage gegen die U21-Nationalmannschaft Deutschlands am 29. März in Warendorf. Nach zwei weiteren Freundschaftsspielen (0:3 vs. Deutschland; am 31. März in Bielefeld und 2:2 vs. Norwegen; am 31. Mai in Kopenhagen – in diesem erzielte sie mit dem Anschlusstreffer zum 1:2 ihr erstes Tor) wurde sie in vier Spielen im Turnier um den Nordic-Cup eingesetzt.
Für die A-Nationalmannschaft war sie vier Jahre lang aktiv. In dieser Zeit bestritt sie 43 Länderspiele und erzielte neun Tore. Ihr erstes A-Länderspiel bestritt sie am 24. Februar 1995 in Orlando, wo sie mit ihrer Mannschaft das Freundschaftsspiel gegen die US-amerikanische Nationalmannschaft mit 0:7 verlor. Ihr erstes A-Länderspieltor gelang ihr am 10. Oktober 1995 in Hjørring beim 8:0-Sieg über die Nationalmannschaft Rumäniens im zweiten EM-Qualifikationsspiel der Gruppe 4 mit dem Treffer zum 3:0 in der 16. Minute.
In ihrer Länderspielkarriere bestritt sie fünf weitere Freundschaftsspiele, acht EM- (6 in der Gruppe 4 und 2 in den Playoffs gegen Portugal), und drei WM-Qualifikationsspiele (die ersten drei der Gruppe 4) sowie drei EM- (drei in der Gruppe B 1997) und vier WM-Endrundenspiele (3 Gruppe C und 1 Viertelfinale 1995), kam in zwei Spielen in einem Internationalen Turnier in Japan zum Einsatz (1:1 und 4:3 vs. Japan; am 26. und 29. Mai in Tokio und Fukuoka) sowie in allen drei Spielen der Gruppe E bei ihrer Teilnahme am olympischen Fußballturnier 1996 zum Einsatz. Mit ihrer Mannschaft nahm sie an vier aufeinander folgenden Turnieren um den Algarve-Cup teil – 1995 (4 Spiele/0 Tore), 1996 (2/0), 1997 (4/2), 1998 (4/1).

## Erfolge
Nationalmannschaft
- Algarve-Cup-Finalistin: 1995, 1998
- U17-Nordic-Cup-Siegerin 1992